# Amparo Brambilla
Augusta Amparo Brambilla Coronado (La Victoria, Lima, 22 de agosto de 1963), conocida como Amparo Brambilla, es una ex-vedette, comediante y primera actriz peruana. Es más conocida por haber formado parte del elenco principal del programa cómico Risas y Salsa, y también por participar en la serie de televisión Al fondo hay sitio como Vanessa Camacho Morote.

## Biografía
Amparo Brambilla nació en el distrito de La Victoria. el 22 de agosto de 1963 Es hija de Luis Brambilla y Augusta Coronado, siendo esta última de la ciudad liberteña de Pacasmayo. Producto de la separación de sus padres a muy temprana edad, se muda con su madre al distrito de Lince a los 6 años. Brambilla destacó desde pequeña por su belleza, formando incluso del grupo de baile Las Dakotas, presentándose en una oportunidad en el programa del Tío Johnny. 
A los 10 años, se muda junto con su madre a vivir a España con su media hermana mayor. Sin embargo, y luego de 6 años, ambas regresan a Lima.
A la edad de 19 años, Tulio Loza la contrata como extra en su programa Tulio de América a Cholocolor, distinguiendo de esa época Los recursos de Amparo.
Empezó en el café teatro siendo una de las figuras inauguradoras de Las Máscaras. Luego de un breve paso por el café teatro Jonel's (propiedad de Jonel Heredia), da el gran salto a La gata caliente, uno de los locales de espectáculos más populares de Lima en ese entonces.
En 1981, Panamericana Televisión la contrata como actriz cómica para el programa Risas y Salsa. Duraría en el programa 13 años, dando por concluida su participación en 1994. Sin embargo, regresaría nuevamente al programa en 1997 hasta su cancelación definitiva en 1999.
En 1983 antes de cumplir 20 años, se convierte en madre de una niña, producto de una relación que duró poco tiempo. 
En 1985, graba la película Los Shapis en el mundo de los pobres, con el grupo del mismo nombre; dando el salto a la pantalla grande. Durante su paso por las revistas musicales, compartió con vedettes como Gisela Valcárcel, Teddy Guzmán, Analí Cabrera, Atala Meza, Sandra Villaroel, Bélgica Rodas, Bettina Oneto, entre otras; siendo recordada como una de las más grandes vedettes de la década de 1980 en el Perú.
En 1993, se retira definitivamente del vedettismo, y luego de un año y medio retirada del mundo del espectáculo, Osvaldo Cattone la llama para actuar en la obra de teatro Venezia (con Amelia Bence, Atilia Boschetti y Bruno Odar), teniendo desde ese momento una fructífera carrera como actriz tanto de teatro, como de televisión y de cine.
A partir de los años 2000, se incluye a los repartos estelares de las telenovelas peruanas.
En 2009, es llamada para actuar en la afamada teleserie Al fondo hay sitio. Su papel como la exuberante peluquera Vanessa Camacho Morote, la hermana de Nelly Camacho, le acarreó cierta popularidad y un redescubrimiento por parte del público sobre todo juvenil e infantil, hacia su persona. Posteriormente, fue llamada a actuar en otros trabajos televisivos, incluyendo su participación en la telenovela Amor de madre y la teleserie De vuelta al barrio, transmitidos por América Televisión.
En 2017 graba la película Once machos, escrita, producida y protagonizada por Aldo Miyashiro. Al año siguiente, actúa junto con Manolo Rojas en el filme El manual del pisado, ambos de relativo éxito comercial.
Tras cinco años alejada de la televisión peruana, en el año 2025 ingresa al reparto recurrente de la telenovela Eres mi sangre, bajo el papel de Victoria Ferrada, la dueña de un casino.

## Café teatro
- Las Máscaras (1980)
- Jonel's.
- La gata caliente (1981)
- El ático (1983)
- El huevo duro (1983)
- El Palace Atenea (1985)
- La Gran Revista (1987)
- El ático (1993)
- El embassy (1995)
- El Teatro Nacional (2001)

## Teatro
- Venezia (1994)
- Con mi hijita no se metan (2006)[6]
- Al fondo hay sitio (2010) como Vanessa Camacho Morote.
- 8 mujeres (2011)
- Médium animal (2018)
- Duelo de reinas (2018), microteatro.

## Filmografía

### Televisión

#### Series y telenovelas
- Luciana y Nicolás (2003–2004) como Carmen de Peña.
- María de los Ángeles (2005) como Julia.
- Divorcia2 (2005)
- Camote y Paquete: Camino a casa (2006) como Rebeca.
- Camote y Paquete: Aventura de Navidad (2006–2007) como Rebeca.
- Néctar en el cielo (2007) como Berta.
- Trópico (2007) como Ramona, sirvienta de Mario.
- Los Barriga (2009) como Francisca «Panchita» de Barriga.
- Al fondo hay sitio (2009–2010) como Vanessa Camacho Morote.
- Gamarra (2011–2012) como Tomasa Chumbe Aguilar Gómez de Mendoza.
- Derecho de familia (2013)
- Amor de madre (2015) como Madame Collette.
- Pensión Soto (2017) como Gracia Soto.
- Natalia (2017) como Carlota.
- De vuelta al barrio (2019) como Norma Hinostroza vda. de Gordillo.
- Once machos: La serie (2020)
- Eres mi sangre (2025) como Victoria Ferrada.

#### Programas
- Buenas tardes, Tío Johnny como ella misma (Participante).
- La gran revista como ella misma (Actriz cómica y varios roles).
- Tulio de América a Cholocolor (1980) como ella misma (Actriz cómica y varios roles).
- Risas y salsa (1981–1994; 1997–1999) como Ella misma (Actriz cómica y varios roles).
- La banda del Choclito como ella misma (Actriz cómica y varios roles).
- Lo mejor de Risas de América (2000)
- Recargados de risa (2011–2012) como ella misma (Actriz cómica).
- Risas de América (2012) como ella misma (actriz cómica).
- El valor de la verdad (2013) como ella misma (Invitada).
- Porque hoy es sábado con Andrés como ella misma (Invitada).

### Cine
- Los Shapis en el mundo de los pobres (1985)
- Macho peruano que se respeta (2015)
- Cebiche de tiburón (2017)
- Once machos (2017) como Amparo.[7]
- El manual del pisado (2018)
- Once machos 2 (2019) como Amparo.[8]
- Mundo gordo (2022) como Dueña de cevichería.

### Vídeos musicales
- Vanessa (2009) de Tommy Portugal como Vanessa Camacho Morote.